# Carta de los Recursos Naturales
La Carta de los Recursos Naturales es una propuesta emanada de un grupo internacional de académicos y otros expertos en materias de recursos naturales y desarrollo -incluyendo Michael Spence, Paul Collier, Anthony Venables, y Karin Lissakers- y dirigida a gobiernos y las sociedades con la intención de sugerir posibles maneras de manejar mejor las oportunidades de desarrollo social creadas por tales recursos. Propone que, dado que los recursos naturales son bienes públicos, deben ser manejados con base al consenso de los actores sociales y con los criterios de eficiencia del mercado; responsabilidad empresarial; transparencia, etc, y sujetas a la supervisión pública (tanto a nivel local como nacional) a fin de "obtener el máximo de beneficios para los ciudadanos del país, dentro del esquema de los objetivos de largo plazo de desarrollo."
La carta busca suplementar las propuestas de la Iniciativa de Transparencia en la Industria Extractiva acerca de las condiciones éticas necesarias o conducentes a la promoción del desarrollo con sugerencias acerca de posibilidades y estrategias político económicas que los gobiernos podrían perseguir a fin de incrementar los prospectos de un desarrollo sostenible a partir de la explotación de recursos naturales.
De acuerdo a Collier la Carta es presentada a tres niveles diferentes: un resumen (la lista de preceptos) de presentación general: “cualquiera, incluso el ocupado presidente .., puede encontrar los pocos minutos que toma absorberlos, Una versión más completa está designada para ser una guía para ciudadanos -por ejemplo, una radio local que se pregunte si es posible que el acuerdo que el gobierno acaba de firmar con una empresa de extracción sea un buen acuerdo. El asunto completo es para especialistas: el consejero técnico en el ministerio de minas puede encontrar el porqué es posible que la mejor manera de lograr un buen negocio para el país sea poniendo las concesiones al remate más que dependiendo solamente sobre negociaciones”.